# Canton d'Is-sur-Tille
Le canton d'Is-sur-Tille est une circonscription électorale française située dans le département de la Côte-d'Or et la région Bourgogne-Franche-Comté. À la suite du redécoupage cantonal de 2014, les limites territoriales du canton sont remaniées. Le nombre de communes du canton passe de 24 à 50.

## Histoire
Un nouveau découpage territorial de la Côte-d'Or entre en vigueur à l'occasion des élections départementales de mars 2015, défini par le décret du 18 février 2014, en application des lois du 17 mai 2013 (loi organique 2013-402 et loi 2013-403). Les conseillers départementaux sont, à compter de ces élections, élus au scrutin majoritaire binominal mixte. Les électeurs de chaque canton élisent au Conseil départemental, nouvelle appellation du Conseil général, deux membres de sexe différent, qui se présentent en binôme de candidats. Les conseillers départementaux sont élus pour 6 ans au scrutin binominal majoritaire à deux tours, l'accès au second tour nécessitant 12,5 % des inscrits au 1er tour. En outre la totalité des conseillers départementaux est renouvelée. Ce nouveau mode de scrutin nécessite un redécoupage des cantons dont le nombre est divisé par deux avec arrondi à l'unité impaire supérieure si ce nombre n'est pas entier impair, assorti de conditions de seuils minimaux. Dans la Côte-d'Or, le nombre de cantons passe ainsi de 43 à 23. Le nombre de communes du canton d'Is-sur-Tille passe de 24 à 50. Le nouveau canton d'Is-sur-Tille est formé de communes des anciens cantons de Sombernon, de Grancey-le-Château-Neuvelle, de Selongey, d'Is-sur-Tille, de Saint-Seine-l'Abbaye, de Saint-Jean-de-Losne et de Pouilly-en-Auxois.

## Géographie
Ce canton est organisé autour d'Is-sur-Tille dans l'arrondissement de Dijon. Son altitude varie de 236 m (Spoy) à 555 m (Vernot) pour une altitude moyenne de 316 m.

## Représentation

### Conseillers généraux de 1833 à 2015
| Période     | Période      | Identité                     | Étiquette    | Qualité |
| ----------- | ------------ | ---------------------------- | ------------ | --- |
| 1833        | 1852         | Pierre Perrenet              |              | Procureur du Roi puis avocat à Dijon                                                                                    |
| 1852        | 1861         | Paul Thoureau                |              | Maître de forges, maire de Moloy (1831-1861), conseiller d'arrondissement                                               |
| 1861        | 1864         | Comte Ernest Lejéas          | Bonapartiste | Maire d'Aiserey |
| 1864        | 1871         | Jean Jules Hyacinthe Roger   |              | Avoué à Dijon, conseiller d'arrondissement                                                                              |
| 1871        | 1883 (décès) | André Victor Brulet          | Républicain  | Directeur de l’École de Médecine de Dijon                                                                               |
| 1883        | 1885 (décès) | Michel Hilaire Clément-Janin | Républicain  | Journaliste et ethnologue, Til-Châtel                                                                                   |
| 1885        | 1901         | Vincent Meurgey              | Républicain  | Industriel à Tarsul, Maire de Tarsul, propriétaire de la Villa de Tarsul à Courtivron                                   |
| 25 mai 1902 | 1919         | Adolphe Perrin               | Rad          | Maître de forges Maire de Til-Châtel, conseiller d'arrondissement                                                       |
| 1919        | 1931         | Eugène Lioret                | Rad.ind.     | Entrepreneur de travaux publics Maire de Lux                                                                            |
| 1931        | 1937         | Claude-Lucien Thomas         | SFIO         | Ebéniste Premier adjoint au Maire de Dijon                                                                              |
| 1937        | 1939 (décès) | René Ledeuil                 | RG           | Cultivateur Maire de Til-Châtel                                                                                         |
| 1939        | 1940         | Gabriel Daurelle             | FR           | Propriétaire Maire de Marsannay-le-Bois Nommé conseiller départemental en 1942                                          |
|             |              |                              |              | |
| 1945        | 1961         | Paul Morel                   | SFIO         | Maire d'Is-sur-Tille |
| 1961        | 1967         | André Huvé (1899-1979)       | MRP puis CD  | Chef de district du chemin de fer Maire d'Is-sur-Tille (1961-1971)                                                      |
| 1967        | 1973         | Eugène Pacotte (1900-1990)   | SFIO puis PS | Instituteur Maire de Marcilly-sur-Tille                                                                                 |
| 1973        | 1985         | Jean Burande                 | PS           | Vétérinaire, Maire de Marcilly-sur-Tille (1977-1983)                                                                    |
| 1985        | 2004         | Henri Constant               | RPR          | Médecin, Conseiller municipal d'Is-sur-Tille Suppléant du député Gilbert Mathieu (1988-1993)                            |
| 2004        | 2011         | Michel Maillot               | PS           | Ingénieur EDF Maire d'Is-sur-Tille (1995-2014) Président de la CC des Vallées de la Tille et de l'Ignon                 |
| 2011        | 2015         | Charles Barrière             | DVD          | Pharmacien à Is-sur-Tille Membre du Conseil économique, social et environnemental régional Député suppléant (2012-2016) |

### Conseillers d'arrondissement (de 1833 à 1940)
| Période                                  | Période | Identité                      | Étiquette   | Qualité |
| ---------------------------------------- | ------- | ----------------------------- | ----------- | --- |
| 1833                                     | 1852    | Paul Thoureau                 |             | Maitre de forges, maire de Moloy                                                                            |
| 1852                                     | 1861    | Claude Antoine Victor Vaudrey |             | Maire de Spoy                                                                                               |
| 1861                                     | 1864    | Jules Roger                   |             | Avoué au Tribunal de Dijon                                                                                  |
| 1864                                     | 1870    | Étienne Guelaud               |             | Propriétaire à Gémeaux                                                                                      |
| 1870                                     | 1871    | Louis Didier Laurent Japiot   |             | Docteur en médecine à Is-sur-Tille                                                                          |
| 1871                                     | 1883    | M. Berthaux                   | Républicain | Docteur en médecine à Is-sur-Tille                                                                          |
| 1883                                     | 1898    | Camille Buguet                |             | Meunier à Diénay                                                                                            |
| 1898                                     | 1902    | Adolphe Perrin                |             | Maître de forges, maire de Til-Châtel                                                                       |
| 1902                                     | 1919    | Louis Mathieu Marceau         |             | Industriel, adjoint au maire d'Is-sur-Tille                                                                 |
| 1919                                     | 1934    | Charles Thibault              |             | Adjoint au maire de Marcilly-sur-Tille                                                                      |
| 1934                                     | 1940    | Albert Schaub (1883-1969)     | SFIO        | Boulanger, maire de Marcilly-sur-Tille                                                                      |
| 1940                                     |         |                               |             | Les conseils d'arrondissement ont été suspendus par la loi du 12 octobre 1940 et n'ont jamais été réactivés |
| Les données manquantes sont à compléter. |         |                               |             | |

### Conseillers départementaux depuis 2015
| Période élective | Période élective | Mandat | Mandat   | Identité         | Nuance | Nuance | Qualité |
| ---------------- | ---------------- | ------ | -------- | ---------------- | ------ | ------ | --- |
| 2015             | 2021             | 2015   | 2021     | Charles Barrière |        | LR     | Pharmacien Député suppléant de la 4e circonscription |
| 2015             | 2021             | 2015   | 2021     | Catherine Louis  |        | UDI    | Maire de Val-Suzon Ancienne conseillère générale du canton de Saint-Seine-l'Abbaye Présidente de la Communauté de communes Forêts, Seine et Suzon 7ème Vice-Présidente du Conseil départemental |
| 2021             | 2028             | 2021   | en cours | Charles Barrière |        | LR     | Conseiller sortant |
| 2021             | 2028             | 2021   | en cours | Catherine Louis  |        | UDI    | Conseillère sortante, 4ème Vice-Présidente du conseil départemental |

### Résultats détaillés

#### Élections de mars 2015
À l'issue du 1er tour des élections départementales de 2015, trois binômes sont en ballottage : Charles Barriere et Catherine Louis (Union de la Droite, 46,03 %), Christian Benner et Chantal Lamboley (FN, 27,91 %) et Claude Guelaud et Philippe Michaud (Union de la Gauche, 26,06 %). Le taux de participation est de 56,25 % (8 102 votants sur 14 403 inscrits) contre 53,86 % au niveau départementalet 50,17 % au niveau national.
Au second tour, Charles Barriere et Catherine Louis (Union de la Droite) sont élus avec 49,59 % des suffrages exprimés et un taux de participation de 57,05 % (3 933 voix pour 8 214 votants et 14 397 inscrits).

#### Élections de juin 2021
Le premier tour des élections départementales de 2021 est marqué par un très faible taux de participation (33,26 % au niveau national). Dans le canton d'Is-sur-Tille, ce taux de participation est de 38,93 % (5 827 votants sur 14 968 inscrits) contre 36,24 % au niveau départemental. À l'issue de ce premier tour, deux binômes sont en ballottage : Charles Barrière et Catherine Louis (Union des démocrates et indépendants, 60,26 %) et Marie-Josèphe Cottet et Martial Strauss (RN, 20,58 %).
Le second tour des élections est marqué une nouvelle fois par une abstention massive équivalente au premier tour. Les taux de participation sont de 34,3 % au niveau national, 37,05 % dans le département et 39,29 % dans le canton d'Is-sur-Tille. Charles Barrière et Catherine Louis (Union des démocrates et indépendants) sont élus avec 78,2 % des suffrages exprimés (4 250 voix pour 5 879 votants et 14 964 inscrits),,.

## Composition

### Composition avant 2015
Le canton d'Is-sur-Tille regroupait 24 communes.
| Nom                      | Code Insee | Codepostal | Superficie (km2) | Population (dernière pop. légale) | Densité (hab./km2) |
| ------------------------ | ---------- | ---------- | ---------------- | --------------------------------- | ------------------ |
| Is-sur-Tille (chef-lieu) | 21317      | 21120      | 22,53            | 4 365 (2012)                      | 194                |
| Avelanges                | 21039      | 21120      | 6,08             | 37 (2012)                         | 6,1                |
| Chaignay                 | 21127      | 21120      | 25,05            | 548 (2012)                        | 22                 |
| Courtivron               | 21208      | 21120      | 15,63            | 193 (2012)                        | 12                 |
| Crécey-sur-Tille         | 21211      | 21120      | 10,77            | 144 (2012)                        | 13                 |
| Diénay                   | 21230      | 21120      | 15,39            | 323 (2012)                        | 21                 |
| Échevannes               | 21240      | 21120      | 11,45            | 230 (2012)                        | 20                 |
| Épagny                   | 21245      | 21380      | 12,39            | 313 (2012)                        | 25                 |
| Flacey                   | 21266      | 21490      | 6,79             | 150 (2012)                        | 22                 |
| Gemeaux                  | 21290      | 21120      | 19,34            | 877 (2012)                        | 45                 |
| Lux                      | 21361      | 21120      | 23,10            | 521 (2012)                        | 23                 |
| Marcilly-sur-Tille       | 21383      | 21120      | 7,27             | 1 663 (2012)                      | 229                |
| Marey-sur-Tille          | 21385      | 21120      | 30,15            | 319 (2012)                        | 11                 |
| Marsannay-le-Bois        | 21391      | 21380      | 11,94            | 823 (2012)                        | 69                 |
| Moloy                    | 21421      | 21120      | 19,23            | 215 (2012)                        | 11                 |
| Pichanges                | 21483      | 21120      | 10,03            | 269 (2012)                        | 27                 |
| Poiseul-lès-Saulx        | 21491      | 21120      | 15,13            | 63 (2012)                         | 4,2                |
| Saulx-le-Duc             | 21587      | 21120      | 29,08            | 278 (2012)                        | 9,6                |
| Spoy                     | 21614      | 21120      | 12,04            | 299 (2012)                        | 25                 |
| Tarsul                   | 21620      | 21120      | 9,57             | 164 (2012)                        | 17                 |
| Til-Châtel               | 21638      | 21120      | 26,37            | 1 037 (2012)                      | 39                 |
| Vernot                   | 21666      | 21120      | 12,91            | 74 (2012)                         | 5,7                |
| Villecomte               | 21692      | 21120      | 16,41            | 258 (2012)                        | 16                 |
| Villey-sur-Tille         | 21702      | 21120      | 12,78            | 278 (2012)                        | 22                 |

### Composition depuis 2015
Le nouveau canton d'Is-sur-Tille comprenait 50 communes entières à sa création.
| Nom                                  | Code Insee | Intercommunalité                         | Superficie (km2) | Population (dernière pop. légale) | Densité (hab./km2) | Modifier                                    |
| ------------------------------------ | ---------- | ---------------------------------------- | ---------------- | --------------------------------- | ------------------ | ------------------------------------------- |
| Is-sur-Tille (bureau centralisateur) | 21317      | CC des Vallées de la Tille et de l'Ignon | 22,53            | 4 308 (2022)                      | 191                | modifier les données · modifier les données |
| Avelanges                            | 21039      | CC des Vallées de la Tille et de l'Ignon | 6,08             | 35 (2022)                         | 5,8                | modifier les données · modifier les données |
| Avot                                 | 21041      | CC Tille et Venelle                      | 21,67            | 189 (2022)                        | 8,7                | modifier les données · modifier les données |
| Barjon                               | 21049      | CC Tille et Venelle                      | 4,57             | 34 (2022)                         | 7,4                | modifier les données · modifier les données |
| Boussenois                           | 21096      | CC Tille et Venelle                      | 12,49            | 106 (2022)                        | 8,5                | modifier les données · modifier les données |
| Busserotte-et-Montenaille            | 21118      | CC Tille et Venelle                      | 6,56             | 33 (2022)                         | 5,0                | modifier les données · modifier les données |
| Bussières                            | 21119      | CC Tille et Venelle                      | 6,31             | 44 (2022)                         | 7,0                | modifier les données · modifier les données |
| Chaignay                             | 21127      | CC des Vallées de la Tille et de l'Ignon | 25,05            | 500 (2022)                        | 20                 | modifier les données · modifier les données |
| Chanceaux                            | 21142      | CC Forêts, Seine et Suzon                | 21,27            | 206 (2022)                        | 9,7                | modifier les données · modifier les données |
| Chazeuil                             | 21163      | CC Tille et Venelle                      | 18,55            | 187 (2022)                        | 10                 | modifier les données · modifier les données |
| Courlon                              | 21207      | CC Tille et Venelle                      | 9,86             | 76 (2022)                         | 7,7                | modifier les données · modifier les données |
| Courtivron                           | 21208      | CC des Vallées de la Tille et de l'Ignon | 15,63            | 162 (2022)                        | 10                 | modifier les données · modifier les données |
| Crécey-sur-Tille                     | 21211      | CC des Vallées de la Tille et de l'Ignon | 10,77            | 125 (2022)                        | 12                 | modifier les données · modifier les données |
| Cussey-les-Forges                    | 21220      | CC Tille et Venelle                      | 23,32            | 147 (2022)                        | 6,3                | modifier les données · modifier les données |
| Diénay                               | 21230      | CC des Vallées de la Tille et de l'Ignon | 15,39            | 383 (2022)                        | 25                 | modifier les données · modifier les données |
| Échevannes                           | 21240      | CC des Vallées de la Tille et de l'Ignon | 11,45            | 295 (2022)                        | 26                 | modifier les données · modifier les données |
| Épagny                               | 21245      | CC des Vallées de la Tille et de l'Ignon | 12,39            | 325 (2022)                        | 26                 | modifier les données · modifier les données |
| Foncegrive                           | 21275      | CC Tille et Venelle                      | 10,13            | 128 (2022)                        | 13                 | modifier les données · modifier les données |
| Fraignot-et-Vesvrotte                | 21283      | CC Tille et Venelle                      | 11,73            | 72 (2022)                         | 6,1                | modifier les données · modifier les données |
| Francheville                         | 21284      | CC Forêts, Seine et Suzon                | 31,65            | 258 (2022)                        | 8,2                | modifier les données · modifier les données |
| Frénois                              | 21286      | CC Forêts, Seine et Suzon                | 21,96            | 93 (2022)                         | 4,2                | modifier les données · modifier les données |
| Gemeaux                              | 21290      | CC des Vallées de la Tille et de l'Ignon | 19,34            | 968 (2022)                        | 50                 | modifier les données · modifier les données |
| Grancey-le-Château-Neuvelle          | 21304      | CC Tille et Venelle                      | 27,55            | 262 (2022)                        | 9,5                | modifier les données · modifier les données |
| Lamargelle                           | 21338      | CC Forêts, Seine et Suzon                | 25,75            | 145 (2022)                        | 5,6                | modifier les données · modifier les données |
| Léry                                 | 21345      | CC Forêts, Seine et Suzon                | 14,62            | 203 (2022)                        | 14                 | modifier les données · modifier les données |
| Lux                                  | 21361      | CC des Vallées de la Tille et de l'Ignon | 23,10            | 512 (2022)                        | 22                 | modifier les données · modifier les données |
| Marcilly-sur-Tille                   | 21383      | CC des Vallées de la Tille et de l'Ignon | 7,27             | 1 734 (2022)                      | 239                | modifier les données · modifier les données |
| Marey-sur-Tille                      | 21385      | CC des Vallées de la Tille et de l'Ignon | 30,15            | 330 (2022)                        | 11                 | modifier les données · modifier les données |
| Marsannay-le-Bois                    | 21391      | CC des Vallées de la Tille et de l'Ignon | 11,94            | 842 (2022)                        | 71                 | modifier les données · modifier les données |
| Le Meix                              | 21400      | CC Tille et Venelle                      | 10,61            | 43 (2022)                         | 4,1                | modifier les données · modifier les données |
| Moloy                                | 21421      | CC des Vallées de la Tille et de l'Ignon | 19,23            | 235 (2022)                        | 12                 | modifier les données · modifier les données |
| Orville                              | 21472      | CC Tille et Venelle                      | 2,24             | 177 (2022)                        | 79                 | modifier les données · modifier les données |
| Pellerey                             | 21479      | CC Forêts, Seine et Suzon                | 12,44            | 81 (2022)                         | 6,5                | modifier les données · modifier les données |
| Pichanges                            | 21483      | CC des Vallées de la Tille et de l'Ignon | 10,03            | 293 (2022)                        | 29                 | modifier les données · modifier les données |
| Poiseul-la-Grange                    | 21489      | CC Forêts, Seine et Suzon                | 22,89            | 68 (2022)                         | 3,0                | modifier les données · modifier les données |
| Poiseul-lès-Saulx                    | 21491      | CC des Vallées de la Tille et de l'Ignon | 15,13            | 75 (2022)                         | 5,0                | modifier les données · modifier les données |
| Poncey-sur-l'Ignon                   | 21494      | CC Forêts, Seine et Suzon                | 16,35            | 82 (2022)                         | 5,0                | modifier les données · modifier les données |
| Sacquenay                            | 21536      | CC Tille et Venelle                      | 22,13            | 287 (2022)                        | 13                 | modifier les données · modifier les données |
| Salives                              | 21579      | CC Tille et Venelle                      | 47,85            | 196 (2022)                        | 4,1                | modifier les données · modifier les données |
| Saulx-le-Duc                         | 21587      | CC des Vallées de la Tille et de l'Ignon | 29,08            | 248 (2022)                        | 8,5                | modifier les données · modifier les données |
| Selongey                             | 21599      | CC Tille et Venelle                      | 46,42            | 2 394 (2022)                      | 52                 | modifier les données · modifier les données |
| Spoy                                 | 21614      | CC des Vallées de la Tille et de l'Ignon | 12,04            | 391 (2022)                        | 32                 | modifier les données · modifier les données |
| Tarsul                               | 21620      | CC des Vallées de la Tille et de l'Ignon | 9,57             | 160 (2022)                        | 17                 | modifier les données · modifier les données |
| Til-Châtel                           | 21638      | CC des Vallées de la Tille et de l'Ignon | 26,37            | 1 136 (2022)                      | 43                 | modifier les données · modifier les données |
| Vaux-Saules                          | 21659      | CC Forêts, Seine et Suzon                | 27,89            | 168 (2022)                        | 6,0                | modifier les données · modifier les données |
| Vernois-lès-Vesvres                  | 21665      | CC Tille et Venelle                      | 11,51            | 156 (2022)                        | 14                 | modifier les données · modifier les données |
| Vernot                               | 21666      | CC des Vallées de la Tille et de l'Ignon | 12,91            | 96 (2022)                         | 7,4                | modifier les données · modifier les données |
| Véronnes                             | 21667      | CC Tille et Venelle                      | 19,20            | 402 (2022)                        | 21                 | modifier les données · modifier les données |
| Villecomte                           | 21692      | CC des Vallées de la Tille et de l'Ignon | 16,41            | 245 (2022)                        | 15                 | modifier les données · modifier les données |
| Villey-sur-Tille                     | 21702      | CC des Vallées de la Tille et de l'Ignon | 12,78            | 261 (2022)                        | 20                 | modifier les données · modifier les données |
| Canton d'Is-sur-Tille                | 2116       |                                          | 882,16           | 19 896 (2022)                     | 23                 | modifier les données                        |

## Démographie

### Démographie avant 2015
| 1962  | 1968  | 1975  | 1982   | 1990   | 1999   | 2006   | 2011   | 2012   |
| ----- | ----- | ----- | ------ | ------ | ------ | ------ | ------ | ------ |
| 8 186 | 9 061 | 9 858 | 10 940 | 11 234 | 11 561 | 12 151 | 13 310 | 13 441 |

### Démographie depuis 2015
En 2022, le canton comptait 19 896 habitants, en évolution de +0,26 % par rapport à 2016 (Côte-d'Or : +0,82 %, France hors Mayotte : +2,11 %).
| 2013   | 2018   | 2022   |
| ------ | ------ | ------ |
| 19 782 | 19 942 | 19 896 |